# 阿米蒂奇角
77°51′S 166°40′E / 77.850°S 166.667°E
阿米蒂奇角是南極洲的海岬，位於哈特角半島南端，是羅斯島的最南端，由英國探險家羅伯特·斯科特率領的探險隊發現，現時由南極條約體系管理。